# Sloan Wilson
Pour les articles homonymes, voir Wilson.
Œuvres principales
- L’Homme au complet gris
- Pour l’amour d’une île

Sloan Wilson, né le 8 mai 1920 à Norwalk, dans le Connecticut, et mort le 25 mai 2003 à Colonial Beach, en Virginie, est un écrivain américain.

## Biographie
Diplômé de l'Université Harvard en 1942, il est officier de la United States Coast Guard pendant la Seconde Guerre mondiale et commande un chalutier armé dans les eaux du Groenland, puis un bateau d'approvisionnement de l'armée américaine dans le Pacifique. Après la guerre, il travaille un temps comme reporter pour Time-Life.
Il se lance dans l'écriture en 1947 avec la publication de Voyage to Somewhere, un roman inspiré de son expérience de guerre, fait paraître des nouvelles dans The New Yorker et devient professeur à l'Université de Buffalo. Il sera pendant toute sa vie un grand défenseur de l'éducation pour tous et de l'école publique.
Dans les années 1950, il signe les best-sellers L’Homme au complet gris (The Man in the Gray Flannel Suit, 1955) et Pour l’amour d’une île (A Summer Place, 1958), qui sont respectivement adaptés au cinéma, en 1956, par Nunnally Johnson, sous le titre L'Homme au complet gris (The Man in the Gray Flannel Suit), avec Gregory Peck ; puis, en 1959, par Delmer Daves, sous le titre Ils n'ont que vingt ans (A Summer Place), avec Richard Egan et Dorothy McGuire. Après ces deux gros succès, il donne des romans, des articles de magazines et des biographies à un rythme plus ou moins régulier. Victime d'un sévère problème d'alcoolisme, il souffre pendant ses dernières années de la maladie d'Alzheimer.

## Œuvres

### Romans
- Voyage to Somewhere (1947)
- The Man in the Gray Flannel Suit (1955) Publié en français sous le titre L’Homme au complet gris, traduit par Jean Rosenthal, Paris, Éditions Robert Laffont, 1956, 359 p. (BNF 31655587) ; réédition, Paris, Éditions Belfond, coll. « Vintage », 2015, 451 p.  (ISBN 978-2-7144-5772-1)[1]
- A Summer Place (1958)  Publié en français sous le titre Pour l’amour d’une île, traduit par Jean Rosenthal, Paris, Éditions Robert Laffont, 1958, 359 p. (BNF 31655591)
- A Sense of Values (1961) Publié en français sous le titre Rollo le magnifique, traduit par Jean Rosenthal, Paris, Éditions Robert Laffont, 1962, 557 p. (BNF 33223888)
- Georgie Winthrop (1963)
- Janus Island (1967) Publié en français sous le titre Tout l’or des Caraïbes, traduit par Lola Tranec, Paris, Éditions de Trévise, 1971, 351 p. (BNF 35143719)
- All the Best People (1971)
- Small Town (1978)
- Ice Brothers (1979)
- Greatest Crime (1980)
- Pacific Interlude (1982)
- The Man in the Gray Flannel Suit II (1984)

### Nouvelles
- The Best and Most Powerful Machines (1946)
- The Octopus (1946)
- The Wonderful Plans (1946)
- Check for $90,000 (1947)
- Bearer of Bad Tidings (1947)
- Housewarming (1947)
- A Very Old Man (1947)
- Drunk on the Train (1948)
- The Reunion (1948)
- Bygones (1949)
- The Alarm Clock (1951)
- The Powder Keg (1951)
- The Black Mollies (1951)
- A Sword for my Children (1951)
- A Letter of Admonition (1951)
- Citation (1952)
- The Cook and the Book (1952)
- The Disappearance (1952)
- The News (1952)
- The Regatta (1952)
- A Friendship Sloop (1953)
- Lollapalooza and the Rogers Rock Hotel (1953)

### Poésie
- The Soldiers Who Sit (1945)
- Cup and Lip (1946)

### Autres publications
- Public Schools Are Better Than You Think (1955)
- It's Time to Close Our Carnival (1958)
- The American Way of Birth (1964)
- Away from It All (1969)
- The Heirs of Captain Slocum: Alone At Sea (1980)
- What Shall We Wear to This Party?: The Man in the Gray Flannel Suit, Twenty Years Before And After (1976)

## Adaptations au cinéma
- 1956 : L'Homme au complet gris (The Man in the Gray Flannel Suit), film américain réalisé par Nunnally Johnson, d'après le roman éponyme, avec Gregory Peck, Jennifer Jones et Fredric March
- 1959 : Ils n'ont que vingt ans (A Summer Place) film américain réalisé par Delmer Daves, d’après le roman éponyme, avec Richard Egan, Dorothy McGuire et Sandra Dee